# Jean-Joseph Mouret
Jean-Joseph Mouret (ur. 11 kwietnia 1682 w Awinionie, zm. 20 grudnia 1738 w Charenton-le-Pont) – francuski kompozytor.

## Życiorys
Uczył się śpiewu przy katedrze Notre-Dame des Doms w Awinionie, po przybyciu około 1707 roku do Paryża działał jako nauczyciel muzyki w kręgach arystokratycznych. W latach 1709–1736 przebywał na dworze księcia Ludwika Augusta w Sceaux, gdzie był animatorem życia muzycznego. Od 1714 do 1718 roku pełnił funkcję dyrygenta orkiestry Opery paryskiej. W latach 1717–1737 był kompozytorem i dyrektorem muzycznym Nouveau Théâtre Italien. W 1720 roku otrzymał angaż na śpiewaka w królewskiej kapeli nadwornej, a od 1728 do 1734 roku pełnił funkcję dyrektora artystycznego Concert Spirituel. W repertuarze scenicznym prezentował dzieła Couperina i Campry, a także swoje własne kompozycje. Przygotował prawykonanie kantaty Le Berger fidèle Jeana-Philippe’a Rameau (1728). Pod koniec życia zapadł na zdrowiu psychicznym i został umieszczony w klasztorze w Charenton-le-Pont.

## Twórczość
Należał do przedstawicieli stylu galant. Tworzył modne w tamtym okresie opery baletowe, głównie o charakterze komicznym, w tym m.in. Le mariage de Ragonde (wyst. Sceaux 1708), Les fêtes ou Le triomphe de Thalie (wyst. Paryż 1714), Pirithous (wyst. Paryż 1723) i Le temple de Gnide (wyst. Paryż 1741). Pisał też divertissements na potrzeby Nouveau Théâtre Italien.